# Aydın Esen
Pour les articles homonymes, voir Esen (homonymie).
Aydın Esen, né le 12 mai 1962 à Istanbul, est un pianiste et claviériste turc de jazz.

## Biographie
Fils d'un trompettiste, Aydın Esen commence à apprendre la musique à 5 ans, et étudie dans un conservatoire pendant 13 ans. Il étudie la musique classique, et joue également de la batterie. À dix ans, il commence à sécher l'école pour aller jouer avec d'autres musiciens, et à l'adolescence il joue dans plusieurs groupes, de styles différents.
Il vient aux États-Unis pour la première fois quand il obtient une bourse qui lui permet de venir étudier 4 ans au Berklee College of Music. On raconte qu'il a obtenu tous ses diplômes en seulement un an. Il étudie également au conservatoire de musique de la Nouvelle-Angleterre et à la Juilliard School, puis joue avec Gary Burton, Eddie Gómez, Pat Metheny et Emily Remler.
En 1989, il gagne le premier prix du Concours de piano jazz Martial Solal.
En 1992 paraît Anadolu, sur lequel il joue en quartet acoustique, en ensemble jazz, en piano solo et dans des formations de musique de chambre. On y entend Anthony Jackson, Dave Holland, Peter Erskine, Mino Cinelu, Dave Liebman, Bob Mintzer ou encore Jon Faddis. Les différents thèmes se répondent d'un morceau à l'autre ; The Roll of Time est une suite d'une vingtaine de minutes jouée en duo avec Dave Holland. C'est son premier et son seul album pour Columbia Records.
Il travaille notamment avec Dave Liebman et Wolfgang Muthspiel (en).
En 2006 paraît le double album Light Years sur le label Extinction. Esen y fait entendre notamment des morceaux entièrement écrits, comme Multiverse, une œuvre en trois parties pour orchestre électronique.
Sa composition Scape-X, commandée par le Big Basel Festival, est jouée en janvier 2010 par l'Ensemble Phoenix Basel avec lui-même en soliste.

## Style
Aydın Esen combine son héritage turc avec du jazz post-bop.

## Récompenses
- 1989 : premier prix du Concours de piano jazz Martial Solal.

## Discographie

### En tant que leader
- 1989 : So Many Lifetimes, avec Francis Bourrec (JMS)
- 1989 : Pictures (Bellaphon)
- 1990 : Aydın Esen (JMS)
- 1992 : Anadolu (Columbia)[2]
- 1998 : Timescape (Doublemoon)
- 2001 : Living, avec Miroslav Vitouš et Vinnie Colaiuta (Universal/EmArcy)
- 2005 : Dialogo (Material)
- 2006 : Light Years (Extinction)

### En tant que coleader
- 2005 : Flashpoint, avec Steve Smith, Dave Liebman et Anthony Jackson (Tone Center)

### En tant que sideman
- 1988 : Eddie Gómez, Gómez Pellitteri Esen Trio (Pro Jazz)
- 1989 : Wolfgang Muthspiel, Timezones (Amadeo)
- 1989 : Tommy Campbell, My Heart (Jazz City)
- 1990 : Emily Remler, This is Me (Justice Records)
- 1991 : Daniel Humair, Edges (Label Bleu)
- 1995 : Jonatha Brooke & The Story, Plumb (Blue Thumb)
- 1996 : Erkan Oğur, Bir Ömürlük Misafir (Balet Plak)
- 2000 : Kai Eckhardt, Honour Simplicity Respect the Flow (Naim)
- 2006 : Ayhan Sicimoğlu, Friends & Family (Doublemoon)
- 2010 : Ranjit Barot, Bada Boom (EMI)
- 2016 : Miroslav Vitouš, Music of Weather Report (ECM)
- 2016 : Miroslav Vitouš, Ziljabu Nights (Live at Theater Gütersloh) (Intuition)
- 2017 : Johannes Maikranz' Zeitbloom, Someone is Following (Enja Records)